# Афинагор (Елевфериу)
Митрополи́т Афинагор (греч. Μητροπολίτης Αθηναγόρας Ελευθερίου; 1869, Алачаты, Османская империя — 7 января 1944, Халандрион, Аттика, Греция) — архиерей Элладской православной церкви (формально также Константинопольская православной церкви), митрополит Парамитийский, Фильятеский, Гиромерийский и Паргаский (1925—1932).

## Биография
Родился в 1869 году в селении Алацата в Малой Азии на территории Османской империи.
В 1894 году окончил Халкинскую богословскую школу, где на последнем курсе в 1893 году принял монашество и был рукоположен в сан иеродиакона после чего служил в качестве архидиакона в Трапезундской епархии.
В 1903 году он был включён в клир патриарщего двора и 30 января 1912 года патриархом Константинопольским Иоакимом III был хиротонисан во иеромонаха и назначен великим протосинкеллом. В этой должности он прослужил с 1912 по 1914 и с 1918 по 1921 год.
В сентябре 1922 года он направился в Афины, а позднее в Янину.
20 сентября 1925 года в кафедральном соборе Митилинской митрополии в Митилини состоялась его архиерейская хиротония в митрополита Парамитийского. Хиротонию совершили: митрополит Трапезундский Хрисанф (Филипидис), митрополит Митилинский Иаков (Николау-Гингилас) и митрополит Мифимнийский Дионисий (Минас).
6 сентября 1932 года по состоянию здоровья вышел на покой и проживал в Халандрионе. Скончался 7 января 1944 года.